# غوستاف ريتر فون كار
غوستاف ريتر فون كار (بالألمانية: Gustav Ritter von Kahr) (وُلد باسم غوستاف كار؛ 29 نوفمبر 1862 - 30 يونيو 1934)، كان محامي وسياسي ألماني. شغل في الفترة من 16 مارس 1920 إلى 11 سبتمبر 1921 منصب رئيس وزراء ووزير خارجية بافاريا. عُرف بسياساته الانفصالية ولكنه لعب لاحقاً دوراً محورياً في إفشال انقلاب هتلر عام 1923 للسيطرة على الحكومة في بافاريا ومن ثم في كل ألمانيا. انتقاماً من فعله هذا، قُتل في وقت لاحق في ليلة السكاكين الطويلة عام 1934.